# Wercklea tulipiflora
Wercklea tulipiflora là một loài thực vật có hoa trong họ Cẩm quỳ. Loài này được (Hook.) Fryxell miêu tả khoa học đầu tiên năm 1981.